# 細川瀏
細川 瀏（ほそかわ きよし、1856年10月25日(安政3年9月27日) - 1934年10月1日）は、日本の牧師である。

## 生涯

### 幼少期
安政3年（1856年）、土佐国高岡郡佐川(現・高知県高岡郡佐川町)に生まれた。
明治維新後1869年(明治2年)一家で高知城下に移住して、土佐藩の官費生として致道館で学ぶ。1871年(明治4年)、廃藩置県により土佐藩が消滅すると、高知県により設立された英学校で学ぶ。

### 教育者・新聞記者時代
1872年(明治5年)、上京して慶應義塾で学ぶ。一時故郷に帰っているが1874年(明治7年)に慶應義塾に復学し、1876年(明治9年)に慶應義塾を卒業する。卒業後、教育者の道を歩み、愛媛県宇和島南予中学の校長になる。しかし、翌1877年(明治10年)には校長を辞任して郷里高知へ戻り、板垣退助と共に立志社に加わり、自由民権運動に関わる。同年、上京し東京日日新聞社に入社し、福地源一郎の門下になる。1880年(明治13年)また、河野敏鎌の知遇により、文部省の御用係になる。

### 洗礼・直接献身
1883年(明治16年)に自由党大会に参加した時、先にクリスチャンになっていた母親から入信を勧められ、1885年(明治18年)3月10日に長老派の芝教会(現・日本基督教団芝教会)でG・W・ノックス宣教師より洗礼を受ける。洗礼を受けて直ぐ牧師になることを志し、その年東京一致神学校に入学する。

### 牧師時代
1887年(明治20年)に神学校を卒業し、長老教会の浪華中会で伝道師の准允を受ける。1892年(明治25年)按手礼を受けて日本基督教会の牧師に任職される。
1893年(明治26年)日本基督教会名古屋教会の牧師になる。また1895年(明治28年)には台湾の教会に赴任する。
1896年(明治29年)より日本に戻り、初代牧師稲垣信の後を継いで横浜海岸教会の2代目牧師になる。
1901年(明治34年)に日本基督教会市ヶ谷教会に転任する。その後、再び台湾の教会の牧会をする。1931年(昭和6年)に牧師を引退する。引退して、3年後の1934年(昭和9年)に死去する。